# Мати штормів
«Мати штормів» (англ. Mother of Storms) — науково-фантастичний роман письменника Джона Барнса, виданий у липні 1994 року. Роман було номіновано на три основні премії в галузі наукової фантастики..

## Сюжет
Події роману відбуваються в альтернативній реальності у 2028 році. Сполучені Штати втратили свої позиції провідної світової держави з моменту терористичної атаки під час якої у Вашингтоні вибухнула ядерна бомба (де Флітс). Аляска стала незалежною, а Канада розпалася на франкомовний Квебек та Тихоокеанську Канаду. Організація Об'єднаних Націй досягла статусу світової та поліційної організації, після втрати впливу США. Наймогутнішою людиною на землі є Генеральний секретар Рівера. У Європі так звана «Parti Una Euro» прийшла до влади в об'єднаному ЄС, зупинила усю імміграцію та навіть вигнала мігрантів. Росія продовжила свій розпад, внаслідок чого виникла Сибірська республіка. Ця республіка, в якій встановилася диктатура, претендує на Аляску. Цікавими винаходами є BV (BrainVision — прилад, за допомогою якого можна побачити, випробувати й відчувати себе так, як хтось себе відчуває), а також поштова лінія (свого роду швидкісний транспорт).
У березні 2028 року ООН виявляє, що Сибір встановив пускові установки в Північному Льодовитому океані. Ці установки порушують світовий договір проти зброї масового знищення, а ООН розпочинає атаку з використанням невеликих ядерних бомб. Однак ця атака призводить до того, що метан вивільняється з гідрат метану на морському дні, спричиняючи витікання в атмосферу мільярдів тонн метану. Метан — це парниковий газ, приблизно у 25 разів ефективніший при збереженні тепла замість відомого вуглекислого газу, через що північна півкуля чекає лише спекотного літа та активного сезону ураганів.
На Тихому океані утворюється тропічний циклон Клема, який швидко стає найбільшим в історії. Тепла морська вода надає Клему більшої потужності, а течії починають ганяти циклон навколо океану, який тримає свою потужність і навіть зростає. Частина Клема відокремлюється в Мексиці, і ця буря, під назвою Клем 2, перетинає Карибське море, де утворюються більше штормів, що заражають Європу та Східну Америку. Данія, Ірландія, Бельгія, Нідерланди та Велика Британія сильно потерпають від нього й частково зникають під хвилями. Тим часом Клем знову рухається до західної Азії, а також спричиняє виникнення декількох циклонів. Найбільше страждають Японія, Китай та Бангладеш. У Китаї центральна влада втрачає контроль над країною й внаслідок цього виникає декілька разів спалахує громадянська війна. Клем, та урагани, які відриваються від нього, збільшуються в силі й знищують дедалі більше регіонів земної поверхні, внаслідок чого кількість загиблих обчислюється мільйонами й перевищує цифру в 1 мільярд. Перед людською цивілізацією постає загроза зникнення.
Однак багато людей не хочуть, щоб це трапилося. Президент Гардшоу, її радник Гарріс Діем, метеоролог Ді Каларе та його двоюрідний брат Джессі, а також астронавт Луї Тінан та його дружина Карла роблять все можливе, щоб знайти розв'язання цієї проблеми. Тінан вирушає на космічному кораблі у зовнішні райони Сонячної системи, до орбіти Плутона, де одна з комет може допомогти знайти рішення. Щоб бути в змозі краще виконувати своє завдання, Тінан вступає в мозковий зв'язок із комп'ютером корабля, але поступово його свідомість зливається з ним, водночас його інтелектуальні здібності зростають в рази. Він бере під свій контроль наявну базу даних роботів та розширює її до найбільшого промислового комплексу Сонячної системи, для прискорення виконання своєї місії по прибутті до поясу комети та довести її до успішного завершення. Планувалося використати лід з комети для зменшення температури на Землі та нейтралізації епіцентру шторму. Але час для порятунку Землі спливає.

## Наведені наукові теорії
Гіпотеза про метангідратну рушницю є основою для походження урагану.

## Переклади
- Французькою
  - La Mère des Tempêtes, translated by Jean-Daniel Brèque. Le Livre de Poche (2001), ISBN 2-253-07235-4
- Румунською
  - Uraganele, translated by Gabriel Stoian. Editura Nemira (1999)

## Номінації на премії
- 1995 — Локус, номінація за найкращий науково-фантастичний роман
- 1995 — Премія Артура Кларка, шорт-лист
- 1995 — Премія «Г'юго», номінація за найкращий роман
- 1996 — Премія «Неб'юла», номінація за найкращий роман